# Крини (Халкидики)
Крини (грч. Κρήνη) је насељено место у општини Нова Пропонтида у периферији Средишња Македонија, Грчка. Према попису из 2021. године било је 394 становника.
На попису из 1913. године у Кринију је живело 310 Грка.